# میدان باغ (ارگ)
میدان ارگ کرمان مربوط به دوره قاجار است و در خیابان قدس واقع شده و این اثر در تاریخ ۲۸ فروردین ۱۳۸۰ با شمارهٔ ثبت ۳۷۱۷ به‌عنوان یکی از آثار ملی ایران به ثبت رسیده است.
ميدان ارگ غربى‌ترين قسمت بازار کرمان است. فضايى مستطيل شکل به ابعاد 130*160 و حدود ۱۴۰ باب مغازه دارد. اکثريت مغازه‌هاى ميدان لباس‌فروشى هستند. در ضلع شرقى ميدان ارگ، سردر ورودى بازار کرمان واقع شده است.

## نگارخانه

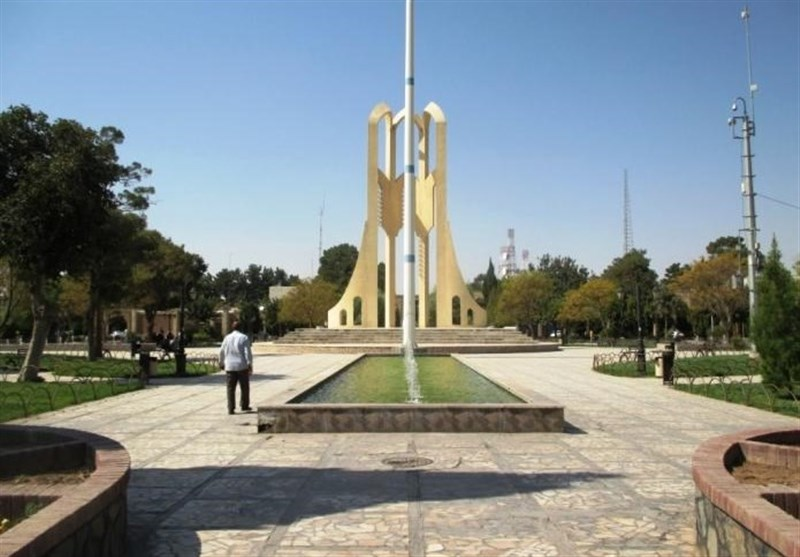
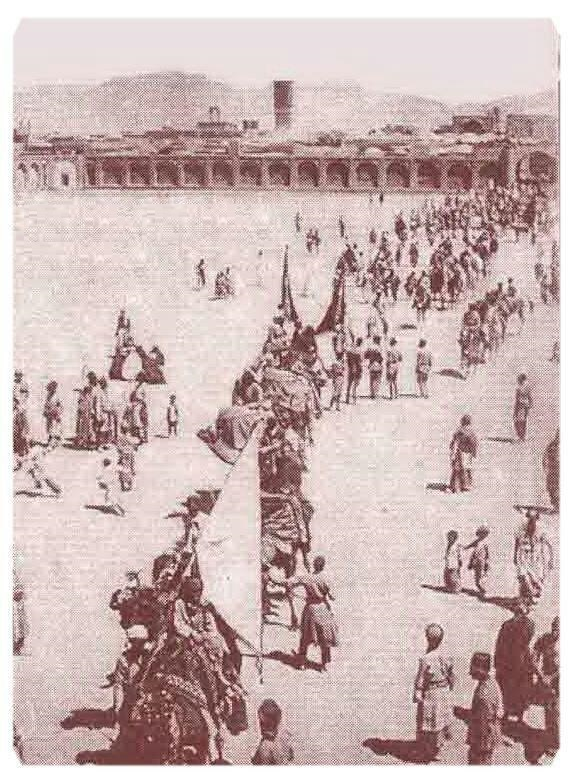
میدان ارگ در زمان قاجار